# Perinaldo
Perinaldo (lig.: Preinaodo) – miejscowość i gmina we Włoszech, w regionie Liguria, w prowincji Imperia. Urodził się tutaj Giovanni Cassini, astronom.
Według danych na rok 2004 gminę zamieszkiwały 873 osoby, 41,6 os./km².

## Miasta partnerskie
- Buey Arriba
- Tourves